# جيمس يونغ (لاعب كرة قدم)
جيمس يونغ (بالإنجليزية: James Young)‏ هو لاعب كرة قدم بريطاني (وحمل سابقاً جنسية المملكة المتحدة لبريطانيا العظمى وأيرلندا) في مركز نصف الجناح، ولد في 10 يناير 1882، وتوفي في 4 سبتمبر 1922. شارك مع منتخب اسكتلندا لكرة القدم. أما مع النوادي، فقد لعب مع نادي بارو ونادي بريستول روفيرز ونادي سلتيك.

## وصلات خارجية
- جيمس يونغ على موقع قاعدة بيانات كرة القدم.إي يو (الإنجليزية)